# Cantó de Zenica-Doboj
El cantó de Zenica-Doboj és un dels cantons de la Federació de Bòsnia i Hercegovina.
El cantó es troba a la part central de Bòsnia i Hercegovina. La capital cantonal és Zenica i l'altra ciutat esmenada és Doboj. El cantó és format pels municipis de Breza, Doboj Jug, Kakanj, Maglaj, Olovo, Tešanj, Vareš, Visoko, Zavidovići, Zenica, Žepče, Usora
El cantó té una àrea de 3.904 km² i una població el 2003 de 399,492 persones, inclosos
- Bosnians: 334,031 (83,6%)
- Croats: 52,130 (13,0%)
- Serbis: 10,180 (2,5%)
- altres: 3,151 (0,8%)